# Ръкописен българско-италиански речник (Маурицио)
Българско-италиански речник на отец Маурицио е ръкопис, който е най-старият известен българо-италиански речник от епохата на Българското възраждане. Той е дело на католическия мисионер Маурицио де Кастелацо, живял в пловдивско около средата на XIX в.